# JerryC
JerryC (chinois traditionnel : 張逸帆, chinois simplifié : 张逸帆, Hanyu pinyin : Zhāng Yìfán), également connu sous le nom de Jerry Chang, est un guitariste et compositeur taïwanais né le 31 août 1981 à Taipei.
Il commence le piano avant 15 ans puis la guitare à 17 ans.
Il devient célèbre grâce à sa vidéo Canon Rock, un arrangement rock du Canon de Pachelbel devenu très populaire grâce à YouTube et qui a attiré l'attention des médias à travers le monde,,.
JerryC a réalisé d'autres arrangements et a monté son propre groupe, le C band.
Il travaille chez Sony Music Taiwan .

## Travaux

### Arrangements
- Canon Rock
- I'm Alright (cover de Neil Zaza)
- Wedding in the dream (connue aussi sous le nom de "Mariage d'amour")
- Dear mozart .

### Compositions
- Alien Walker
- Beloved
- No more distance
- Tender
- Rock On (2 versions)
- Wedding in the dreams
- Whose Autumn

## Matériel

### Guitares
- Fender American Deluxe Stratocast
- Fender Stratocaster Japan
- Line 6 Variax 500
- ESP Horizon - FR II

### Effets
- Line 6 POD XT Live
- Barber Direct Drive